# Engelbert I. von Isenberg
Engelbert von Isenberg († 1250) war von 1224 bis 1226 zum ersten Mal Bischof von Osnabrück. In diese Zeit fällt die eigentliche Gründung des Hochstifts Osnabrück als weltliches Territorium. Wegen der Beteiligung an der Ermordung von Erzbischof Engelbert I. von Köln musste er abtreten. Ein zweites Mal war er von 1239 bis 1250 Bischof.

## Familie
Er stammte aus dem Geschlecht der Grafen von Isenberg, eines Zweiges des Geschlechts Berg. Der Vater war Arnold von Altena, seine Mutter Mechthild von Holland, Tochter von Florenz von Holland.  Sein Onkel war Erzbischof Engelbert von Köln. Seine Brüder waren Bruno (Bischof von Osnabrück), Friedrich, Gottfried (Domherr zu Münster) und Dietrich (Bischof von Münster).

## Erste Herrschaftszeit
In seine erste kurze Regierungszeit fielen wichtige Entscheidungen zum Ausbau des Stifts Osnabrück. Nach einer Urkunde von König Heinrich erwarb er 1225 die Gogerichte Osnabrück, Iburg, Melle, Dissen, Ankum, Bramsche, Damme und Wiedenbrück. Der Stadt Osnabrück dagegen überließ er die Hälfte des Burggerichts. Damit legte er die Grundlagen ihrer Selbstständigkeit. In den Jahren 1223 bis 1242 besaß er ein Domkanonikat in Münster.
Er wurde beschuldigt zusammen mit Bischof Dietrich von Münster und Anderen an der Ermordung von Erzbischof Engelbert I. durch Friedrich von Isenberg beteiligt gewesen zu sein. Da er diesen Verdacht nicht widerlegen konnte, musste er 1226 sein Amt abgeben. Ohne geistliches Amt hat er nunmehr die weltlichen Interessen seines Hauses verfolgt.

## Zweite Herrschaftszeit
Ihm folgte Konrad I. von Rietberg als Bischof nach. Engelbert von Isenburg war die Beteiligung oder Mitwisserschaft am Mord inzwischen verziehen worden. Daher wurde er 1240 erneut Bischof in Osnabrück. In diese Periode hat er sich um die Verwaltung des Stifts gekümmert. Klöster und andere geistliche Einrichtungen hat er gefördert und mit Schenkungen versehen. Die Stadt Osnabrück blühte unter seiner Herrschaft. Sie war schließlich so selbstbewusst, dass sie sich ihren Landesherren schon widersetzen konnte. Auch die Ministerialen wandten sich gegen den Bischof. Deren Ungehorsam konnte er nur mit Hilfe des Kölner Erzbischofs brechen.